# Jüdische Friedhöfe in Züschen
Es sind zwei Jüdische Friedhöfe in Züschen, einem Stadtteil von Fritzlar im Schwalm-Eder-Kreis in Hessen, dokumentiert. Auf beiden Friedhöfen sind Grabsteine vorhanden.
Die Toten der jüdischen Gemeinde Züschen wurden zunächst in Obervorschütz beigesetzt. Ein eigener Friedhof in Züschen wurde in der zweiten Hälfte des 18. Jahrhunderts angelegt und von 1778 bis 1808 belegt.

## Alter Friedhof

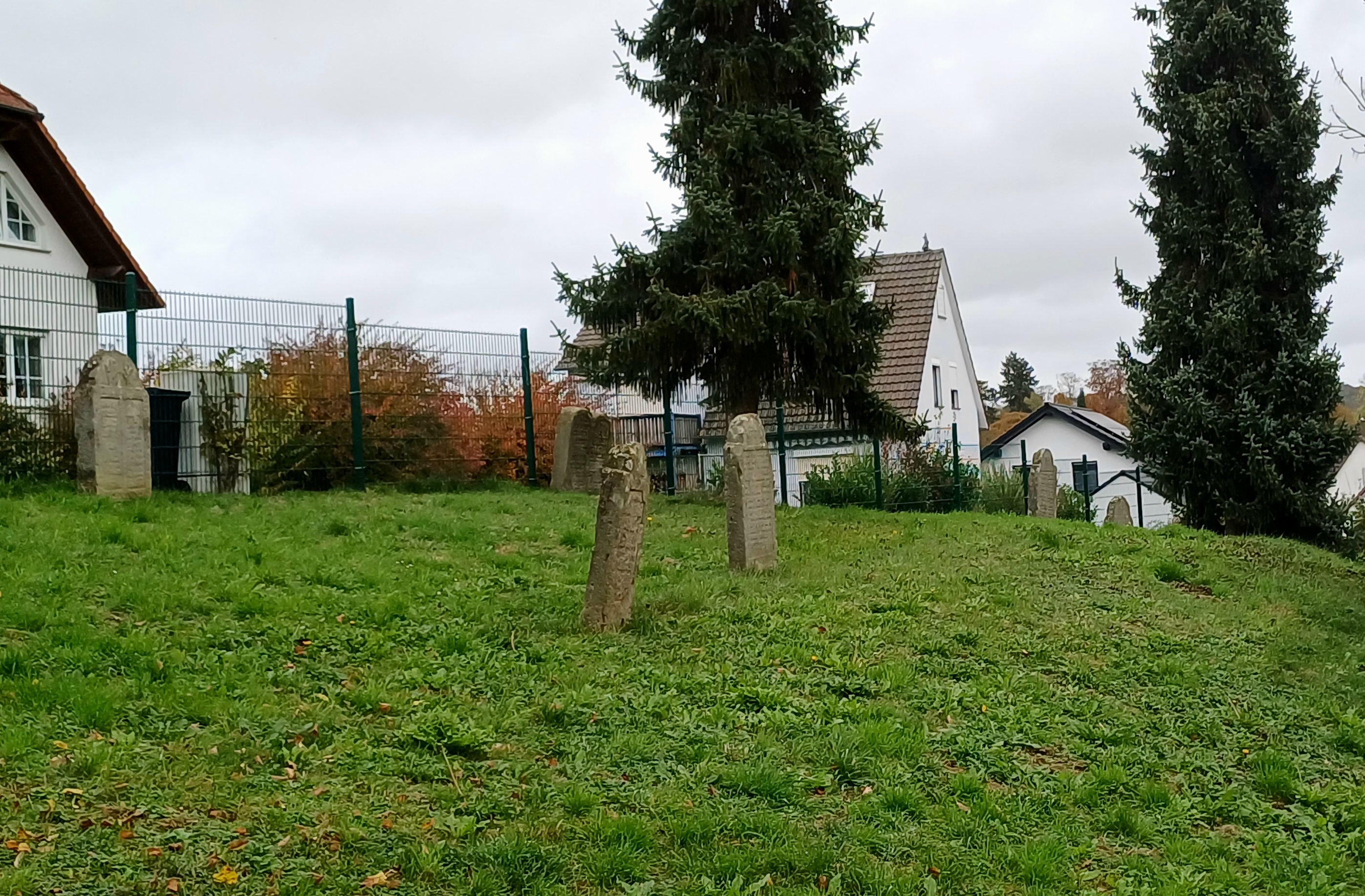
Alter Friedhof

Der 432 m² große Friedhof liegt unmittelbar am südwestlichen Ortsrand an der Straße „Kalkröse“. Es sind sechs Grabsteine erhalten.
- Koordinaten: 51° 10′ 11,3″ N, 9° 13′ 27,1″ O

## Neuer Friedhof

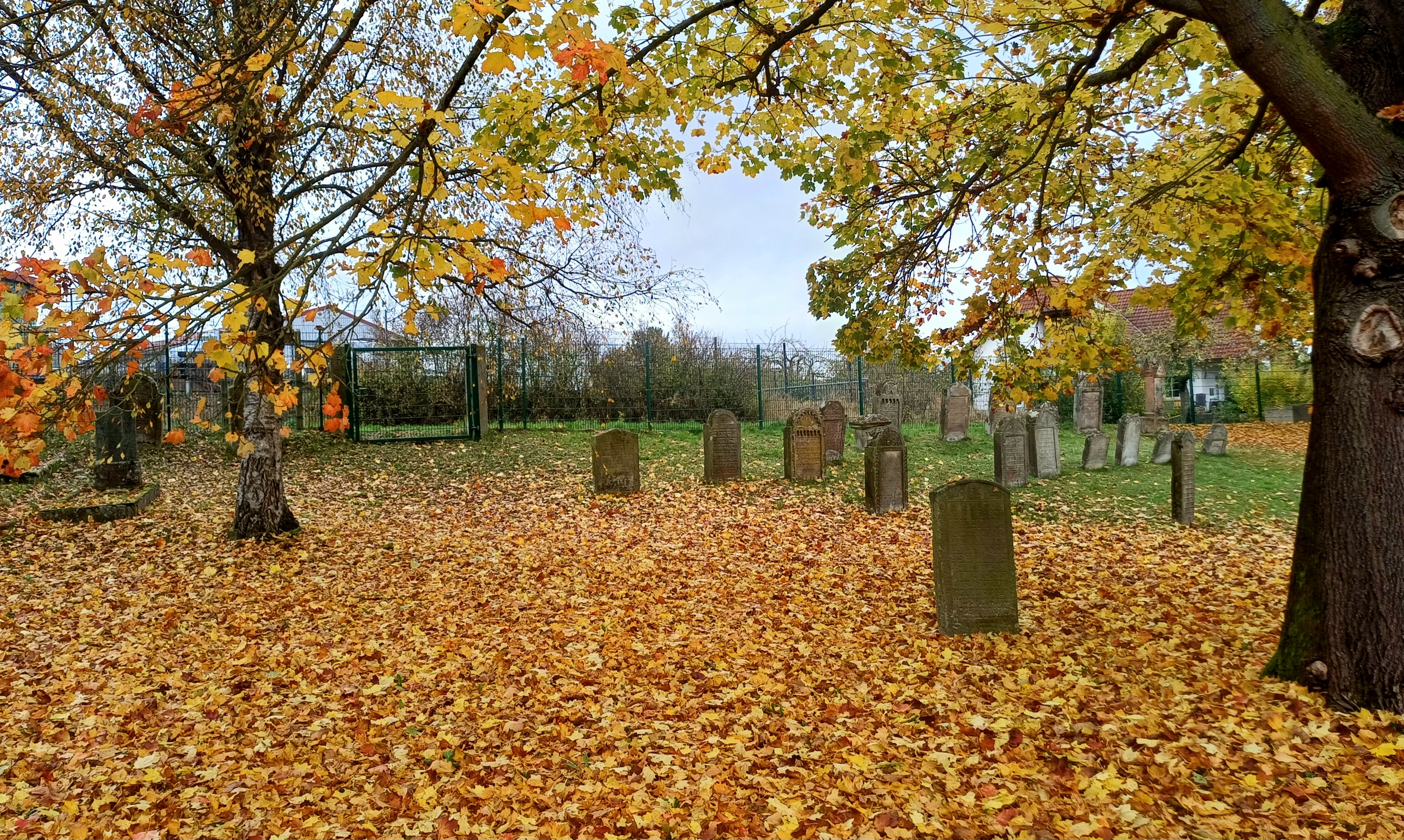
Neuer Friedhof

Der 910 m² große neue Friedhof wurde vor dem Jahr 1830 westlich des alten Friedhofes, durch eine Straße getrennt, angelegt und vermutlich bis 1936 belegt. Es sind 36 Grabsteine erhalten, der jüngste von Karoline Speier geb. Katz (1853–1936).
- Koordinaten: 51° 10′ 11,6″ N, 9° 13′ 25,3″ O